# Diga Parker
La diga Parker è una diga in calcestruzzo che si trova negli Stati Uniti, lungo il corso del fiume Colorado, sul confine tra gli Stati dell'Arizona e della California. Situata a 155 miglia (249 km) a valle della diga di Hoover, la diga fu eretta tra il 1934 ed il 1938 dallo United States Bureau of Reclamation. La struttura ha un'altezza di 320 piedi (98 m) di cui però 235 piedi (72 m) risultano essere interrati al disotto del piano di campagna, rendendola di fatto la diga con la struttura interrata più profonda al mondo. La diga fu eretta principalmente per fornire energia elettrica. Il bacino artificiale creato dalla diga prende il nome di lago Havasu e ha una capacità di oltre 210 miliardi di galloni.